# Саратовське водосховище
Саратовське водосховище (рос. Саратовское водохранилище) — водосховище, утворене греблею Саратовської ГЕС на р. Волзі на території Саратовської, Куйбишевської і Ульяновської областей Росії.
Заповнення відбувалося в 1967-68.
- площа 1831 км²;
- об'єм 12,9 км³,
- довжина 357 км,
- найбільша ширина 25 км,
- середня глибина 7 м.[1].

Саратовське водосховище здійснює добове і тижневе регулювання стоку. Рівень коливається в межах 0,5-1 м.
Використовується в інтересах енергетики та водного транспорту, промислового і комунального водопостачання, зрошення та рибальства (лящ, судак, щука, короп тощо).
На берегах розташовані міста Самара, Чапаєвськ, Сизрань, Хвалинськ, Балаково.